# Ramon de Morais Motta
Ramon de Morais Motta (Cachoeiro de Itapemirim, 6 mei 1988) is een Braziliaans voetballer die bij voorkeur als linksback speelt. Hij speelt sinds 2013 bij Beşiktaş JK.

## Clubcarrière
Ramon speelde in Brazilië bij SC Internacional, Vasco da Gama, Corinthians en CR Flamengo. Tijdens het seizoen 2013/14 speelde hij op uitleenbasis voor Beşiktaş JK. Op 15 september 2013 debuteerde hij voor de club tegen Bursaspor. Zijn eerste doelpunt voor Beşiktaş JK scoorde hij op 20 april 2014 tegen Fenerbahçe SK. Vlak voor rust maakte hij het openingsdoelpunt van Moussa Sow ongedaan. Een kwartier na rust pakte een tweede gele kaart waarna hij mocht gaan douchen. Na zijn uitleenbeurt tekende hij een tweejarig contract bij de Turkse topclub, met optie op een jaar extra. 
2 Svensson ·
3 Paulista ·
4 Bulut ·
5 Sanuç ·
6 Hadžiahmetović ·
7 Rashica ·
8 Uçan ·
9 Kılıçsoy ·
10 Arroyo ·
14 Uduokhai ·
15 Oxlade-Chamberlain ·
17 Immobile ·
18 Mário ·
20 Uysal ·
22 Zainutdinov ·
23 Muçi ·
26 Masuaku ·
27 Silva ·
30 Destanoğlu ·
34 Günok ·
53 Topçu ·
77 Ricardo ·
83 Fernandes ·
91 Hekimoğlu ·
94 Baytekin ·
97 Yuvakuran ·
Coach: Solskjær